# Vernässung

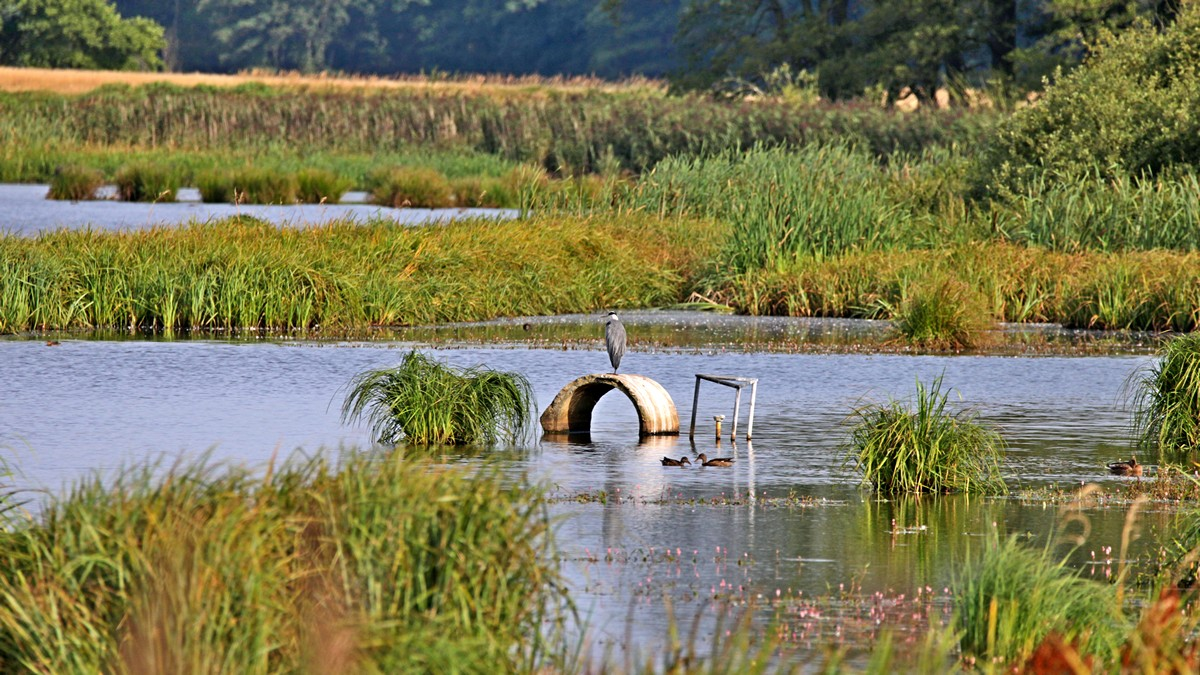
Vernässung im Eldegebiet bei Kieve in Mecklenburg

Vernässung bezeichnet eine länger andauernde Nassphase durch Regen oder Überflutung. In durchwurzeltem Boden kann das zu Luftmangel und Reduktionserscheinungen führen. 

## Bedeutung
Eine regelmäßige Vernässung verändert die Geomorphologie eines Bodens. Sie führt zur Ausbildung hydromorpher Merkmale wie den typischen Rostflecken („Marmorierung“) im Bodenkörper und/oder der Ausbildung eines Reduktionshorizonts mit einer grauen bis fast schwarzen Färbung.
Die Vernässung kann erfolgen durch
- Grundwasser
- Stauwasser
- Hangwasser
- Haftwasser.

Böden, die regelmäßig durch Grundwasser vernässt sind, werden als semiterrestrische Böden zusammengefasst. Stau- und Haftnässeböden gehören dagegen zu den terrestrischen Böden.
Die wohl wichtigsten Klassen mit Vernässung sind Gleye und Pseudogleye. Daneben werden auch Marschen und Auenböden in diesem Bereich untergebracht.
Moore sind nicht in diesem Sinne vernässt, sondern bilden eine eigene Abteilung (Moorböden). Torf- und Moorboden geben ständig Kohlendioxid an die Umgebung ab. Um dies zu verhindern und das Gas zu binden, werden Moorflächen überflutet.
Um die negativen Folgen der Vernässung in Kulturböden zu verhindern oder vernässte Böden überhaupt nutzbar zu machen, werden Drainagen oder Entwässerungsgräben angelegt. Dabei muss das Entwässerungsnetz für eine effektive Drainage auf Pseudogleyen enger sein als auf Gleyen.
Bei der Renaturierung eines Lebensraumes – bei Flussläufen oder Mooren – kann die Vernässung eines Bodens als ökologische Maßnahme bewusst herbeigeführt werden. In der Folge sterben  Bäume in dem vernässten Gebiet ab. Der Wasserhaushalt des Bodens und die Vegetation ändern sich nachhaltig. 